# San Bartolomé Milpas Altas
San Bartolomé Milpas Altas est une ville du Guatemala dans le département de Sacatepéquez.